# Gimnaziul Carol I din Călărași
Gimnaziul Carol I din Călărași este un monument istoric aflat pe teritoriul municipiului Călărași.